# كأس ملك إسبانيا 1904
كأس ملك إسبانيا 1904 هي النسخة الثانية من بطولة كأس ملك إسبانيا، لُعبت المباريات سنة 1904 في مدريد؛ والملاحظ في هذه النسخة أن فريق أتلتيك بيلباو فاز بالكأس دون خوضه أي مباراة سواء في الأدوار التأهيلية، الإقصائية أو النهائية.

## تفاصيل
عموما فقد شاركت 3 فرق في المنافسة، كل فريق سيمثل منطقة معينة في إسبانيا وذلك تبعا لقرار اللجنة المنظمة للكأس (النسخة السابقة تم تنضيمها من طرف ريال مدريد)، حيث تم دعوة أتلتيك بيلباو لتمثل مقاطعة بيسكاي في حين مثل نادي إسبانيول برشلونة منطقة كتالونيا، أما منطقة مدريد فتم تمثيلها بالفائز في المباراة التي جمعت بين إسبانيول مدريد ومدريد موديرنو.
قبل بداية المباريات بقليل، أعلن نادي إسبانيول مدريد عن انسحابه من البطولة وذلك نظرا لعدم تواجده في منطقة مدريد مما دفع باللجنة المنظمة إلى دعوة فريقين آخريْن من نفس المنطقة وذلك من أجل تعويض انسحاب الفريق السابق، لكنه عاد للمشاركة في نهاية المطاف، ثم ما لبث أن غادر مجددا البطولة في مرحلة النهائي.
بدأت المسابقة في 13 مارس 1904، لكن في 19 مارس من نفس السنة بدأت المشاكل في الظهور، حيث انتهت المباراة بين إسبانيول مدريد ومدريد موديرنو بالتعادل الإيجابي 5 - 5، لكن قائد الفريق الأول رفض لعب الأشواط الإضافية، مما دفع باللاعبين إلى محاولة إقناعه بإعادة المباراة من جديد لكنه رفض مجددا ذلك. لم تُستكمل المباراة في ذلك اليوم؛ لكن إسبانيول قدم عرضا مفاده إعادة إجراء المباراة في اليوم الموالي لكنهم فوجئوا عندما رفض لاعبي مدريد موديرنو ذلك مدعيين أن قوانين البطولة تنص على عدم خوض اللاعبين للمباراة الثانية إلا بعد مرور 48 ساعة عن المباراة الأولى، وفي اليوم الموالي حاول مجددا فريق إسبانيول إقناع مدريد بإعادة المباراة لكن هذا الأخير أصر على رفضه التام لذلك. بعد سلسلة شد وجر من هنا ومن هناك أقر رئيس اللجنة المنظمة والذي كان يطمح في أن يصبح رئيسا لنادي إسبانيول مدريد عن فوز هذا الأخير بسبب تمادي مدريد موديرنو.

## الأدوار التأهيلية

### نصف النهائي
| إف سي مونكلوا     | 4 - 0 | إيبريا لكرة القدم |
| ----------------- | ----- | ----------------- |
| ؟' · ؟' · ؟' · ؟' |       |                   |

| إسبانيول مدريد         | 5 - 5 | مدريد موديرنو                                                                    |
| ---------------------- | ----- | -------------------------------------------------------------------------------- |
| ؟' · ؟' · ؟' · ؟' · ؟' |       | خواكين يارزا · خواكين يارزا · بيدرو باراجيس · فيديريكو رافييلتو · أنتونيو ألونسو |

### النهائي
| إسبانيول مدريد | 1 - 0 | إف سي مونكلوا |
| -------------- | ----- | ------------- |
| ؟'             |       |               |

## النهائي
| أتلتيك بيلباو | لم تُلعب | إسبانيول مدريد |
| ------------- | ------- | -------------- |
|               |         |                |

بسبب انسحاب نادي إسبانيول مدريد من البطولة في مرحلة النهائي لأسباب مجهولة، ثم الإعلان عن فوز أتلتيك بيلباو باللقب.

### البطل
| كأس ملك إسبانيا بطل 1904   |
| -------------------------- |
| أتلتيك بيلباو اللقب الثاني |